# L'homme est une femme comme les autres
Pour plus de détails, voir Fiche technique et Distribution.
L'Homme est une femme comme les autres est un film français réalisé par Jean-Jacques Zilbermann, en 1998 à Paris.

## Titre
Le titre du film se réfère à une citation de Groucho Marx : « Les hommes sont des femmes comme les autres. »

## Synopsis
Simon Eskanazy est un jeune musicien homosexuel âgé d'une trentaine d'années. Né dans une famille juive, il a eu beaucoup de mal à faire accepter son homosexualité à sa famille notamment à sa mère et à son oncle, Salomon. Ce dernier, riche banquier, lui propose un marché : il lui donne 10 millions de francs et lui lègue son hôtel particulier si Simon accepte de se marier. Tout d'abord réticent, il rencontre Rosalie, juive aussi, très pratiquante, et aussi chanteuse, dont les parents vivent aux États-Unis. Peu à peu, apprenant à la connaître, Simon tombe amoureux d'elle.
L'idylle de Simon et Rosalie, deux musiciens, va constituer une véritable ode au klezmer, une tradition musicale des Juifs ashkénazes (d’Europe centrale et de l'Est).

## Fiche technique
- Titre : L'Homme est une femme comme les autres
- Titre anglais : Man Is a Woman
- Réalisation : Jean-Jacques Zilbermann, assisté de Régis Musset
- Scénario : Jean-Jacques Zilbermann, Gilles Taurand et Joële van Effenterre
- Casting : Françoise Ménidrey
- Décors : Kara Cressman et Julie Sfez
- Costumes : Edith Vesperini
- Musique : Giora Feidman
- Photographie : Pierre Aïm
- Montage : Monica Coleman
- Production : Régine Konckier et Jean-Luc Ormières
- Distributeur : PolyGram Film Distribution
- Pays d'origine :  France
- Format : couleurs - 1.66 - Dolby - 35 mm
- Genre : comédie dramatique, romance
- Durée : 100 minutes
- Dates de sortie : 
  - France : 11 mars 1998
  - Belgique : 22 avril 1998
  - Suisse : 5 juin 1998
  - Brésil : 9 février 2001
- Date de sortie DVD : 2 janvier 2007

## Distribution
- Antoine de Caunes: Simon Eskanazy
- Elsa Zylberstein : Rosalie Baumann
- Michel Aumont : Salomon Eskanazy
- Judith Magre : la mère de Simon
- Gad Elmaleh : David Applebaum
- Maurice Bénichou : Mordechai Baumann
- Catherine Hiegel: Hannah Baumann
- Stéphane Metzger: Daniel Baumann
- Edwin Gerard : Yitshak Baumann
- Sacha Santon : Samuel Baumann
- Gilles Atlan : Elisser Baumann
- Noëlla Dussart : Nathalie
- Jean-François Dérec : Jean-René
- Jesse Joe Walsh : Le rabin Fisher
- Irene Zilbermann : La femme en rouge

## Autour du film
- Box-office français : 511 309 spectateurs et 67% de rentabilité.
- Il existe une suite sortie en 2009 sous le titre "La folle histoire d'amour de Simon Eskenazy".